# 4905 Hiromi
4905 Hiromi је астероид главног астероидног појаса са средњом удаљеношћу од Сунца која износи 2,600 астрономских јединица (АЈ).
Апсолутна магнитуда астероида је 12,1.